# إيفان ستيوارت (غطاس)
إيفان ستيوارت (بالإنجليزية: Evan Stewart) هو غطاس زيمبابوي، ولد في 11 يونيو 1975 في هراري في زيمبابوي.

## وصلات خارجية
- إيفان ستيوارت على موقع الاتحاد الدولي للسباحة (الإنجليزية)
- إيفان ستيوارت على موقع قاعدة بيانات الغوص IAT (الألمانية)
- إيفان ستيوارت على موقع اللجنة الأولمبية الدولية (الإنجليزية)
- إيفان ستيوارت على موقع أوليمبيديا (الإنجليزية)
- إيفان ستيوارت على موقع اتحاد ألعاب الكومنولث (مؤرشف) (الإنجليزية)